# Dorota Macieja
Dorota Sylwia Macieja (ur. 15 września 1958 w Warszawie) – dziennikarka, dyrektor TVP1 w latach 2008–2009. 

## Kariera dziennikarska
Ukończyła studia na Wydziale Filologii Polskiej Uniwersytetu Warszawskiego. Pracowała jako nauczycielka języka polskiego.
W latach 80. uczestniczyła w tworzeniu i kolportażu pism drugiego obiegu. Pracę dziennikarską zaczynała od współpracy z działami kulturalnymi pism „Scena” oraz „Stolica”. Pod koniec 1989 została reporterką w „Tygodniku Solidarność”, a rok później – w Radiu Wolna Europa, z którym była związana do 1996. Przez siedem lat – od 1997 do końca 2003 – była publicystką tygodnika „Wprost”. Prowadziła też rubrykę "Peryskop". W 2004 była wydawcą i zastępcą szefa działu politycznego w „Życiu Warszawy”. Od jesieni 2004 do wiosny 2006 współpracowała z redakcją programu Tomasza Lisa Co z tą Polską?. Następnie była zastępcą kierownika działu politycznego w „Dzienniku”. W 2000 wydała książkę Tygodnie Słonimskiego o Kronikach Tygodniowych tego autora. Od września 2006 pracowała w Telewizji Polskiej na stanowisku kierownika redakcji w TVP3 Warszawa. Podlegał jej Telewizyjny Kurier Warszawski, Kurier Mazowiecki, Kwadrans Qltury oraz całe pasmo publicystyczne TVP3 Warszawa. Pracowała też w Ministerstwie Edukacji Narodowej. 
W latach 2016–2024 związana zawodowo z grupą kapitałową Powszechnego Zakładu Ubezpieczeń. Najpierw jako dyrektor nadzorowała prewencję i sponsoring w PZU SA i PZU Życie SA, a następnie została powołana na członka zarządu PZU Życie. 

## TVP1
Od maja 2007 Dorota Macieja była szefową redakcji Wiadomości w TVP1. W czasie gdy szefowała Wiadomościom, widownia programu kształtowała się na poziomie 5,5 mln widzów. Serwis utrzymał pozycję najchętniej oglądanego programu informacyjnego w Polsce.
Od 12 marca 2008 do 5 stycznia 2009 pełniła funkcję dyrektora TVP1, zastąpiła na tym stanowisku Małgorzatę Raczyńską-Weinsberg.

## Odznaczenia i zasługi
- Złoty Krzyż Zasługi – 2006[3][4].